# 談鉞
談鉞（？—？）字太舟，湖北省兴山县人。清末民初教育家、政治人物。

## 生平
談鉞是清朝拔贡。清朝末年，张之洞任湖广总督时，废科举，办学校，談鉞乃出任湖北农务学堂第一任堂长。他还是湖北谘议局议员、资政院议员。中华民国初年，曾任议员及夷陵中学校长。

## 家庭
- 子：谈锡恩（1874年－1950年）字君讷。[2]